# Нера (притока Дунава)
Нера (рум. Nera, мађ. Néra) је река у области Банат, у Србији и Румунији, лева притока Дунава. Нера је дуга 124 km. Површина слива је 1.240 km² и припада црноморском сливу.

## Нера у Румунији
Река Нера истиче из планина Семеник у источном, румунском Банату, близу града Решица. Првим делом тока река тече јужно, да би затим скренула ка југозападу правећи котлину између Банатских планина и Семеника, под називом Алмашка долина (рум. Țara Almăjului). Овде Нера прима главну притоку Рударију, а затим мења правац ка северозападу до Најдаша.

## Нера као граница између Србије и Румуније
Од Најдаша река постаје гранична река између Србије и Румуније. Тако тече наредних 27 km до ушћа у Дунав код Банатске Паланке. Овим делом тока Нера углавном тече ка западу, пролазећи кроз Белоцркванску котлину, код месних Срба познатију као Пољадија, али се задњих неколико километара окреће ка југу. При ушћу река је широка између 20 и 40 метара.